# Lionel Carole
Pour les articles homonymes, voir Carole.
Lionel Carole, né le 12 avril 1991 à Montreuil en Seine-Saint-Denis, est un footballeur français. 

## Biographie
Il est d'ascendance martiniquaise et d’ascendance scorpion. 

### En club

#### Débuts
Avant de rejoindre le FC Nantes, Carole joue pour les clubs de Neuilly sur Marne, Villemomble Sports, l'US Lusitanos Saint-Maur et l'UJA Alfortville. En 2000, alors qu'il joue en équipes de jeune à Villemomble, il subit une blessure invalidante a l'œil droit après qu'une balle le frappe au visage. Le médecin refuse de le laisser rechausser les crampons avant de lui proposer des lunettes semblables à celles que porte l'international néerlandais Edgar Davids. En 2007, le FC Nantes hésite à le faire venir, le médecin du club ayant des réticences quant à ce problème. Fin 2010, il décide finalement d'ôter ces lunettes à cause de la gêne occasionnée.

#### FC Nantes
Après avoir passé une excellente saison à l'UJA Alfortville soldée par une montée en 17 DSR, il tape dans l'œil des recruteurs Nantais il rejoint le FC Nantes en 2007 et il est promu en équipe première, par l'entraîneur Baptiste Gentili, pour la saison 2010-2011. Il fait ses débuts professionnels le 17 août 2010 en Ligue 2 lors d'une défaite 1 à 0 contre Évian Thonon Gaillard lors de la troisième journée. Il remplace Damien Tixier à la 70e minute. La journée suivante, face au Stade lavallois, voit Carole commencer comme titulaire et jouer l'ensemble du match.

#### Benfica & Benfica B
Encore sous contrat stagiaire lors de ses débuts en professionnel au FC Nantes, Carole décide en janvier de rejoindre le club portugais du Benfica Lisbonne, n'étant pas parvenu à trouver un accord avec son club pour son premier contrat professionnel. Il signe en faveur du Benfica le 26 janvier 2011, le club portugais versant une indemnité de 750 000 euros au FC Nantes. Il réussit à jouer quelques matches avec l'équipe première.
Le 30 août 2011, le club lisboète annonce son prêt avec option d'achat à Sedan, en Ligue 2.
Lionel Carole revient à Benfica à la fin de son prêt, à l'été 2013, mais son équipe finit rapidement par s'en séparer définitivement puisqu'il signe à Troyes pour trois saisons.

#### Troyes
À l'ESTAC, il s'impose comme un titulaire indiscutable, disputant 45 matchs lors de sa première saison avec le club aubois. Il confirme lors de sa deuxième saison au club, celui-ci étant promu en Ligue 1 et, du point de vue individuel, il figure dans l'équipe type du championnat aux Trophées UNFP.

### En sélection
Faisant suite son arrivée au centre de formation du FC Nantes, Lionel Carole fait partie de toutes les sélections de jeunes. Il est néanmoins sorti du groupe de l'équipe de France U19 juste avant l'Euro remporté par les Bleuets. Il retrouve la génération 1991 un an plus tard lors de la Coupe du monde U20. Lionel y est remplaçant derrière Timothée Kolodziejczak et la France termine son aventure en demi-finale. Le défenseur vit très mal cette aventure, n'étant jamais utilisé.
Le 8 février 2011, il obtient une première sélection en équipe de France espoirs, en match amical face à la Slovaquie.
Le sélectionneur des moins de 20 ans, Francis Smerecki, le présente comme « un défenseur très porté sur l'offensive mais oubliant parfois les principes défensifs ».

## Palmarès
- ES Troyes AC
  - Champion de Ligue 2 en 2015.
- Galatasaray SK
  - Vainqueur de la Coupe de Turquie en 2016.
- RC Strasbourg
  - Vainqueur de la Coupe de la Ligue en 2019.